# ناحیه میلتون، شهرستان دوپیج، ایلینوی
ناحیه میلتون (به انگلیسی: Milton Township) یک منطقهٔ مسکونی در ایالات متحده آمریکا است که در شهرستان دوپیج، ایلینوی واقع شده‌است. ناحیه میلتون ۲۳۵ متر بالاتر از سطح دریا واقع شده‌است.